# Depot von Veselíčko
Das Depot von Veselíčko (auch Hortfund von Veselíčko) ist ein Depotfund der frühbronzezeitlichen Aunjetitzer Kultur aus Veselíčko u Milevska im Jihočeský kraj, Tschechien. Es datiert in die Zeit zwischen 1800 und 1600 v. Chr. Das Depot ist heute zwischen dem Museum von Milevsko und dem Nationalmuseum in Prag aufgeteilt.

## Fundgeschichte
Das Depot wurde 1930 südöstlich von Veselíčko gegenüber dem Friedhof bei der Erweiterung der Straße nach Bilina entdeckt. In der Nähe wurde 1930 oder 1931 das etwas ältere Depot von Milevsko-Umgebung gefunden.

## Zusammensetzung
Das Depot war in einem Keramikgefäß niedergelegt worden, von dem heute nur noch einige Scherben erhalten sind. In dem Gefäß befanden sich 24 bronzene Spangenbarren. Sechs Exemplare sind vollständig erhalten, die anderen sind (zumeist neuzeitlich) zerbrochen. Die Enden der Barren sind meist gerundet und bei einem Stück löffelförmig. Die vollständigen Exemplare haben eine Länge zwischen 286 mm und 310 mm und ein Gewicht zwischen 93 g und 111 g. In Milevsko befinden sich 20 Barren und die Keramikscherben, in Prag die restlichen vier Barren.